# Топонимический словарь
Топонимический словарь, он же словарь географических названий — тип словарей, дающих систематическое описание группы топонимов, а также нормативное и вариативное написание топонима, его историю, этимологию, статистику, примеры словоупотреблений и другую информация.

## Типы топонимических словарей

### Орфографические
Регулируют правильное написание топонима
«Словарь географических названий зарубежных стран» имел целью установить единое написание названий наиболее крупных географических объектов зарубежных стран на русском языке во всех публикуемых в Советском Союзе научных, справочных, учебных, информационных изданиях, в периодической печати, в картографических произведениях.

### Региональные
Описывают региональный топонимистикон
К 2022 году список российских региональных топонимических словарей включал свыше 200 позиций. Свои ономастиконы имеют большинство субъектов России
- Миллер П. В., Сытин П. Н. Происхождение названий улиц, переулков, площадей Москвы. М., 1931.
- Семенов П. П. Географическо-статистический словарь Российской империи. СПб., 1853—1875.

### Национальные
Адыгейский топонимический словарь — словарь о географических названиях адыгейского происхождения.

## Глоссарии
В 1865 году в Вильнюсе вышло издание, в которой Составитель ручается, что в книге отмечена каждая местность Русской земли в пределах до XIV столетия.
- Барсов Н. Материалы для историко-географического словаря Древней Руси до XIV в. включительно. Вильно: Тип. А. Сыркина,1865.228 с.